# Empoasca dubiosissima
Empoasca dubiosissima är en insektsart som beskrevs av Irena Dworakowska 1972. Empoasca dubiosissima ingår i släktet Empoasca och familjen dvärgstritar. Inga underarter finns listade i Catalogue of Life.